# Euchlora rubra
Euchlora rubra är en kammanetart som först beskrevs av Rudolf Albert von Kölliker 1853.  Euchlora rubra ingår i släktet Euchlora och familjen Euchloridae. Inga underarter finns listade i Catalogue of Life.